# Sherry Wolf
Sherry Wolf, født 4 maj 1965 i Brooklyn, New York, er en amerikansk forfatter, debattør, socialist, feminist og LGBT-aktivist.

## Biografi
Wolf voksede op på Long Island i New York. Hun studerede filosofi ved Northwestern University. På universitetet kom hun ud som lesbisk og blev aktiv socialist. Hun er associeret redaktør af den International Socialist Review og union koordinator for American Association of University Professorer ved Rutgers University.

## Forfatter
Wolf har skrevet bogen Sexuality and Socialism: History, Politics, and Theory of LGBT Liberation, hvor hun analyserer LGBT-rettigheder i historie, politik og teori fra marxistiske og postmoderne perspektiver. Bogen har blevet revideret i amerikansk og europeisk presse og har citerets et flertal ganger i videnskabelig litteratur.
Wolf har skrevet kronikker til blandt andet The Nation, The Advocate, Counterpunch, Monthly Review, Dissident Voice, Socialist Worker, International Socialist Review og New Politics. Discipliner som hun har skrevet om er LGBT spørgsmål, imperialisme, sport, den israelsk-palæstinensiske konflikt, feminisme og amerikansk partipolitik.

## Aktivisme
Wolf var medlem af forretningsudvalget der organiserede the National Equality March, en stor manifestation som samlede 200.000 demonstranter til Washington, DC i 2009 at kræve lige rettigheder før LGBT-personer . Hun var også en af talerne . Dette var 2000-talens første store LGBT demonstration i USA, med det formål at lægge pres på præsident Barack Obama til at opfylde sine løfter fra valgkampen om LGBT-spørgsmål.
Wolf, som er jøde, er medlem af International Jewish Anti-Zionist Network. Hun mener at kritik af staten Israel ikke er liktydigt med antisemitism. Hun støtter aktivt den palæstinensiske kamp og den internationale boykot, desinvestering og sanktioner kampagne mod israeliske produkter og investeringer.

## Bøger
- Wolf, Sherry (2009). "Sexuality and Socialism: History, Politics, and Theory of LGBT Liberation".

## Artikler (udvælgelse)
- When Will the US Catch Up with Africa?, Counterpunch, 17 november 2006.
- Israel, the “lobby,” and the United States: The watchdog, notat the master, International Socialist Review, marts–april 2007.
- Ron Paul, Libertarianism, and the Freedom to Starve to Death, MRZine, december 11, 2007.
- Why The Left Must Reject Ron Paul, Dissident Voice, december 13, 2007.
- LGBT Political Cul-de-sac: Make a U-Turn, New Politics, Winter, 2009.
- Caster Semenya: The Idiocy of Seks Testing, The Nation, august 21, 2009.
- Leveling the playing field Arkiveret 22. november 2015 hos  Wayback Machine, Socialist Worker, maj 27, 2010.
- Why are Liberals Building the Right?, CounterPunch, oktober 11, 2010.
- "America's Deepest Closet (Webside ikke længere tilgængelig)", The Nation, juli 27, 2011.
- "What's So Gay About Apartheid?", The Advocate, august 11, 2011.
- What's behind the rise of BDS?, International Socialist Review, 2014.

## Interviewer
- "Real Socialism 101" - An interview with Sherry Wolf, International Socialist Organization Boston, 19 oktober 2009.
- Mosque debate heats up, Hardball with Chris Matthews, 23 august 2010.
- Sherry Wolf: The Ruckus Over Israeli Apartheid Week, the Gay Centrum, and a Porn Star, The Village Voice, 24 februar 2011.
- Lesbian socialist: Do we really want to be part of 'traditional marriage'?, The Advocate, 26 juni 2015.
- Entrevistamos Sherry Wolf, autora do livro "Sexualidade e Socialismo", Entrevista Diário, 28 juni 2015.
- Socialism and LGBT Liberation, Left Voice, 7 september 2015.
- Sexualität & Sozialismus, Klasse Gegen Klasse, 16 oktober 2015.

## Eksterne links
- Blog: SherryTalksBack
- Twitter: @SherryTalksBack
- International Socialist Review